# Rika Takajamaová
Rika Takajamaová (* 27. srpna 1994) je japonská zápasnice – judistka.

## Sportovní kariéra
S judem začínala na základní škole v Soo. Po skončení střední školy v Kagošimě v roce 2013 se připravovala v profesionálním judistickém týmu pojišťovny Mitsui Sumitomo Insurance (MSI) pod vedením Hisaši Janagisawy a jeho asistentů. V japonské ženské reprezentaci se pohybuje od roku 2015 v polotěžké váze do 78 kg. V roce 2016 se na olympijské hry v Riu nekvalifikovala.

### Vítězství
- 2015 – 1x světový pohár (Sofia)
- 2016 – 2x světový pohár (Ťumeň, Čching-tao)
- 2018 – 1x světový pohár (Jekatěrinburg)

## Výsledky
| Olympijské hry    |     |   | —  |   |  |  |  |  |  |  |  |  |  |  |  |  |  |  |  |  |  |
| Mistrovství světa | —   | — |    | — |  |  |  |  |  |  |  |  |  |  |  |  |  |  |  |  |  |
| Asijské hry       | —   |   |    |   |  |  |  |  |  |  |  |  |  |  |  |  |  |  |  |  |  |
| Mistrovství Asie  |     | — | 2. | — |  |  |  |  |  |  |  |  |  |  |  |  |  |  |  |  |  |
| MS juniorů        | úč. |   |    |   |  |  |  |  |  |  |  |  |  |  |  |  |  |  |  |  |  |